# Гаківниця
Гаківни́ця (нім. Hakenbuechse) — довга і важка рушниця великого калібру, з гаком на цівці (під стволом), вживана у XVI —XVII ст.
Була на озброєнні запорозьких козаків. Під час стріляння кріпилася до опори гаком. Пізніше виникає приклад, зникає гак і гаківниця перетворюється на різновид рушниці великого калібру. Гаківниці мали різну довжину ствола в діапазоні від 1 до 2,5 м і за цією ознакою класифікувалися як півгак, гак, подвійний гак, великі гаківниці називалися козами. Уражала ціль на відстані до 300 кроків. Використовувалась як фортечна й наступальна зброя. Оснащувалася ґнотовим замком — механізмом для запалювання порохового заряду. Для цього з боку «казенної» частини ствола просвердлювався невеликий запалювальний отвір. Зовні біля нього робилася залізна поличка із заглибленням для пороху. Ладнався спеціальний двоплічний важіль, у який затискувався ґніт. Нижній кінець важеля служив спусковим гачком. При натискуванні на нього тліючий ґніт нахилявся до полички, спалахував порох, полум'я якого проникало через отвір у стволі до порохового заряду, і відбувався постріл. У зв'язку з удосконаленням інших видів ручної вогнепальної зброї (аркебуз, мушкет тощо), а також артилерії гаківниці були зняті з озброєння.